# Ajševica
Ajševica je naselje z 265 prebivalci v Mestni občini Nova Gorica, jugovzhodno od mesta.